# Adana (Provinz)

Das Logo von Adana

Die Provinz Adana liegt im Süden der Türkei, südlich des Taurusgebirges. Bevölkerungsmäßig ist sie die sechstgrößte Provinz der Türkei. Die Provinz ist kommunal als Großstadtkommune (Büyükşehir belediyesi) Adana organisiert, die die gesamte Provinz umfasst. Wichtige Stadtbezirke sind die aus der Zerschlagung der alten Stadtkommune hervorgegangenen Kommunen Seyhan und Yüreğir, ferner außerdem Ceyhan und Kozan. Die Region Çukurova im Süden der Provinz wird von den Flüssen Seyhan und Ceyhan durchflossen und ist sehr fruchtbar. Adana ist ein Zentrum der türkischen Textilindustrie und ein Eisenbahnknotenpunkt. Die Incirlik Air Base der NATO liegt hier.
1909 fand hier das Massaker von Adana gegen die armenische Minderheit statt. Bei Adana befinden sich die im 12. Jahrhundert erbauten armenischen Klöster Akner und Arqakaghni.

## Verwaltungsgliederung
Adana ist seit 1986 eine Großstadtkommune (Büyükşehir belediyesi). Nach einer Verwaltungsreform 2012 umfasst diese die gesamte Provinz. Unterhalb der Großstadtkommune bestehen auf der Ebene jedes İlçe einfache Kommunen (Belediye), die Mitgliedsgemeinden der Großstadtkommune sind und das gesamte İlçe umfassen. Alle anderen Kommunen wurden aufgelöst. Somit sind die İlçe (staatliche Verwaltungsbezirke) gleichzeitig die 15 Stadtbezirke:
| Kreis- code 1    | Landkreis İlçe   | Fläche 2 (km²) | Bevölkerung am 31.12.2024 3 | Bevölkerung am 31.12.2024 3 | Bevölkerung am 31.12.2024 3 | Anzahl der Mahalle | Bevölke rungs dichte (Einw./km²) | Sex Ratio 4 Frauen auf 1000 Männer | Grün- dungs datum 5, 6 |
| Kreis- code 1    | Landkreis İlçe   | Fläche 2 (km²) | Gesamt                      | männlich                    | weiblich                    | Anzahl der Mahalle | Bevölke rungs dichte (Einw./km²) | Sex Ratio 4 Frauen auf 1000 Männer | Grün- dungs datum 5, 6 |
| ---------------- | ---------------- | -------------- | --------------------------- | --------------------------- | --------------------------- | ------------------ | -------------------------------- | ---------------------------------- | ---------------------- |
| 1757             | Aladağ           | 1.340          | 16.190                      | 8.492                       | 7.698                       | 31                 | 12,1                             | 907                                | 1987                   |
| 1219             | Ceyhan           | 1.426          | 155.965                     | 77.988                      | 77.977                      | 112                | 109,4                            | 1000                               |                        |
| 2033             | Çukurova         | 250            | 378.650                     | 181.563                     | 197.087                     | 27                 | 1.514,6                          | 1086                               | 2008                   |
| 1329             | Feke             | 1.218          | 16.116                      | 8.532                       | 7.584                       | 48                 | 13,2                             | 889                                |                        |
| 1806             | İmamoğlu         | 445            | 27.071                      | 13.735                      | 13.336                      | 27                 | 60,8                             | 971                                | 1987                   |
| 1437             | Karaisalı        | 1.165          | 22.997                      | 11.888                      | 11.109                      | 62                 | 19,7                             | 934                                |                        |
| 1443             | Karataş          | 862            | 24.304                      | 12.440                      | 11.864                      | 43                 | 28,2                             | 954                                | 1957                   |
| 1486             | Kozan            | 1.903          | 132.911                     | 66.838                      | 66.073                      | 103                | 69,8                             | 989                                | 1926                   |
| 1580             | Pozantı          | 899            | 20.235                      | 10.525                      | 9.710                       | 21                 | 22,5                             | 923                                | 1954                   |
| 1580             | Saimbeyli        | 989            | 13.451                      | 7.104                       | 6.347                       | 28                 | 13,6                             | 893                                |                        |
| 2032             | Sarıçam          | 770            | 251.259                     | 130.885                     | 120.374                     | 69                 | 326,3                            | 920                                | 2008                   |
| 1104             | Seyhan           | 444            | 786.931                     | 391.996                     | 394.935                     | 96                 | 1.772,4                          | 1007                               | 1986                   |
| 1687             | Tufanbeyli       | 851            | 16.524                      | 8.564                       | 7.960                       | 33                 | 19,4                             | 929                                | 1958                   |
| 1734             | Yumurtalık       | 447            | 17.970                      | 9.283                       | 8.687                       | 24                 | 40,2                             | 936                                | 1959                   |
| 1748             | Yüreğir          | 835            | 399.910                     | 201.003                     | 198.907                     | 107                | 478,9                            | 990                                | 1986                   |
| PROVINZ 01 Adana | PROVINZ 01 Adana | 13.844         | 2.280.484                   | 1.140.836                   | 1.139.648                   | 831                | 164,7                            | 999                                |                        |

## Bevölkerung

### Ergebnisse der Bevölkerungsfortschreibung
Nachfolgende Tabelle zeigt die jährliche Bevölkerungsentwicklung nach der Fortschreibung durch das 2007 eingeführte adressierbare Einwohnerregister (ADNKS). Zusätzlich sind die Bevölkerungswachstumsrate und das Geschlechterverhältnis (Sex Ratio d. h. die rechnerisch ermittelte Anzahl der Frauen pro 1000 Männer) aufgeführt. Der Zensus von 2011 ermittelte 2.103.755 Einwohner, das sind über 250.000 Einwohner mehr als zum Zensus 2000.

| Jahr | Bevölkerung am Jahresende | Bevölkerung am Jahresende | Bevölkerung am Jahresende | Wachstums- rate der Be- völkerung (in %) | Geschlechter verhältnis (Frauen auf 1000 Männer) | Rang (unter den 81 Provinzen) |
| Jahr | gesamt                    | männlich                  | weiblich                  | Wachstums- rate der Be- völkerung (in %) | Geschlechter verhältnis (Frauen auf 1000 Männer) | Rang (unter den 81 Provinzen) |
| ---- | ------------------------- | ------------------------- | ------------------------- | ---------------------------------------- | ------------------------------------------------ | ----------------------------- |
| 2024 | 2.280.484                 | 1.140.836                 | 1.139.648                 | 0,45                                     | 999                                              | 7                             |
| 2023 | 2.270.298                 | 1.135.046                 | 1.135.252                 | - 0,17                                   | 1000                                             | 7                             |
| 2022 | 2.274.106                 | 1.137.455                 | 1.136.651                 | 0,47                                     | 999                                              | 7                             |
| 2021 | 2.263.373                 | 1.130.862                 | 1.132.511                 | 0,21                                     | 1001                                             | 7                             |
| 2020 | 2.258.718                 | 1.127.516                 | 1.131.202                 | 0,93                                     | 1003                                             | 6                             |
| 2019 | 2.237.940                 | 1.117.032                 | 1.120.908                 | 0,80                                     | 1003                                             | 6                             |
| 2018 | 2.220.125                 | 1.106.811                 | 1.113.314                 | 0,16                                     | 1006                                             | 6                             |
| 2017 | 2.216.475                 | 1.108.939                 | 1.107.536                 | 0,67                                     | 999                                              | 6                             |
| 2016 | 2.201.670                 | 1.101.340                 | 1.100.330                 | 0,85                                     | 999                                              | 6                             |
| 2015 | 2.183.167                 | 1.091.159                 | 1.092.008                 | 0,81                                     | 1001                                             | 6                             |
| 2014 | 2.165.595                 | 1.082.497                 | 1.083.098                 | 0,76                                     | 1001                                             | 6                             |
| 2013 | 2.149.260                 | 1.074.778                 | 1.074.482                 | 1,11                                     | 1000                                             | 6                             |
| 2012 | 2.125.635                 | 1.061.264                 | 1.064.371                 | 0,80                                     | 1003                                             | 5                             |
| 2011 | 2.108.805                 | 1.052.873                 | 1.055.932                 | 1,13                                     | 1003                                             | 5                             |
| 2010 | 2.085.225                 | 1.038.575                 | 1.046.650                 | 1,12                                     | 1008                                             | 5                             |
| 2009 | 2.062.226                 | 1.029.640                 | 1.032.586                 | 1,77                                     | 1003                                             | 5                             |
| 2008 | 2.026.319                 | 1.009.001                 | 1.017.318                 | 0,98                                     | 1008                                             | 5                             |
| 2007 | 2.006.650                 | 994.864                   | 1.011.786                 | 8,50                                     | 1017                                             | 5                             |
| 2000 | 1.849.478                 | 920.001                   | 929.477                   | −                                        | 1010                                             | 6                             |

### Volkszählungsergebnisse
Nachfolgende Tabellen geben den bei den 15 Volkszählungen dokumentierten Einwohnerstand der Provinz Adana wieder.
Die Werte der linken Tabelle sind E-Books (der Originaldokumente) entnommen, die Werte der rechten Tabelle entstammen der Datenabfrage des Türkischen Statistikinstituts TÜIK.
| Jahr | Bevölkerung am Zensustag | Bevölkerung am Zensustag | Anteil in %   | Rang |
| Jahr | Türkei                   | Provinz Adana            | Provinz Adana | Rang |
| ---- | ------------------------ | ------------------------ | ------------- | ---- |
| 1927 | 13.648.270               | 227.718                  | 1,67          | 22   |
| 1935 | 16.158.018               | 383.645                  | 2,37          | 11   |
| 1940 | 17.820.950               | 375.777                  | 2,11          | 11   |
| 1945 | 18.790.174               | 418.740                  | 2,23          | 10   |
| 1950 | 20.947.188               | 508.518                  | 2,43          | 9    |
| 1955 | 24.064.763               | 626.262                  | 2,60          | 5    |
| 1960 | 27.754.820               | 760.803                  | 2,74          | 5    |

| Jahr | Bevölkerung am Zensustag | Bevölkerung am Zensustag | Anteil in %   | Rang |
| Jahr | Türkei                   | Provinz Adana            | Provinz Adana | Rang |
| ---- | ------------------------ | ------------------------ | ------------- | ---- |
| 1965 | 31.391.421               | 902.712                  | 2,88          | 5    |
| 1970 | 35.605.176               | 1.035.377                | 2,91          | 5    |
| 1975 | 40.347.719               | 1.240.475                | 3,07          | 5    |
| 1980 | 44.736.957               | 1.485.743                | 3,32          | 5    |
| 1985 | 50.664.458               | 1.725.940                | 3,41          | 5    |
| 1990 | 56.473.035               | 1.934.907                | 3,43          | 4    |
| 2000 | 67.803.927               | 1.849.478                | 2,73          | 6    |
| 2011 | 74.525.696               | 2.102.375                | 2,82          | 5    |

Anzahl der Provinzen bezogen auf die Censusjahre:
- 1927, 1940 bis 1950: 63 Provinzen
- 1935: 57 Provinzen
- 1955: 67 Provinzen
- 1960 bis 1985: 73 Provinzen
- 1990: 73 Provinzen
- 2000: 81 Provinzen

## Persönlichkeiten
- Orhan Kemal (1914–1970), Schriftsteller
- Yaşar Kemal (1923–2015), Schriftsteller
- Kani Karaca (1930–2004), Musiker und Sufi-Lehrer
- İsmet Atlı (1931–2014), Olympiasieger im Ringen
- Ceyhun Demirtaş (1934–2009), Soziologe und Schriftsteller
- Yılmaz Güney (1937–1984), Schauspieler und Regisseur
- Şener Şen (* 1941), Schauspieler
- Ferdi Tayfur (1945–2025), Sänger
- Fatih Terim (* 1953), Fußballspieler und Trainer
- Duran Kalkan (* 1954), Führungskommandeur der PKK
- Ahmet Selçuk İlkan (* 1955), Lyriker
- Tuncay Akdoğan (1959–2004), Sänger
- Ozan Ceyhun (* 1960), Politiker
- Murat Kekilli (* 1968), Musiker
- Haluk Levent (* 1968), Musiker
- Yaşar (* 1970), Sänger
- Demir Demirkan (* 1972), Musiker
- Hasan Şaş (* 1976), Fußballspieler und -trainer
- Ayşe Hatun Önal (* 1978), Sängerin und ehemaliges Model
- Jülide Sarıeroğlu (* 1979), Politikerin
- Rojîn Ülker (* 1980), kurdische Sängerin